# アルブレヒト・アルト

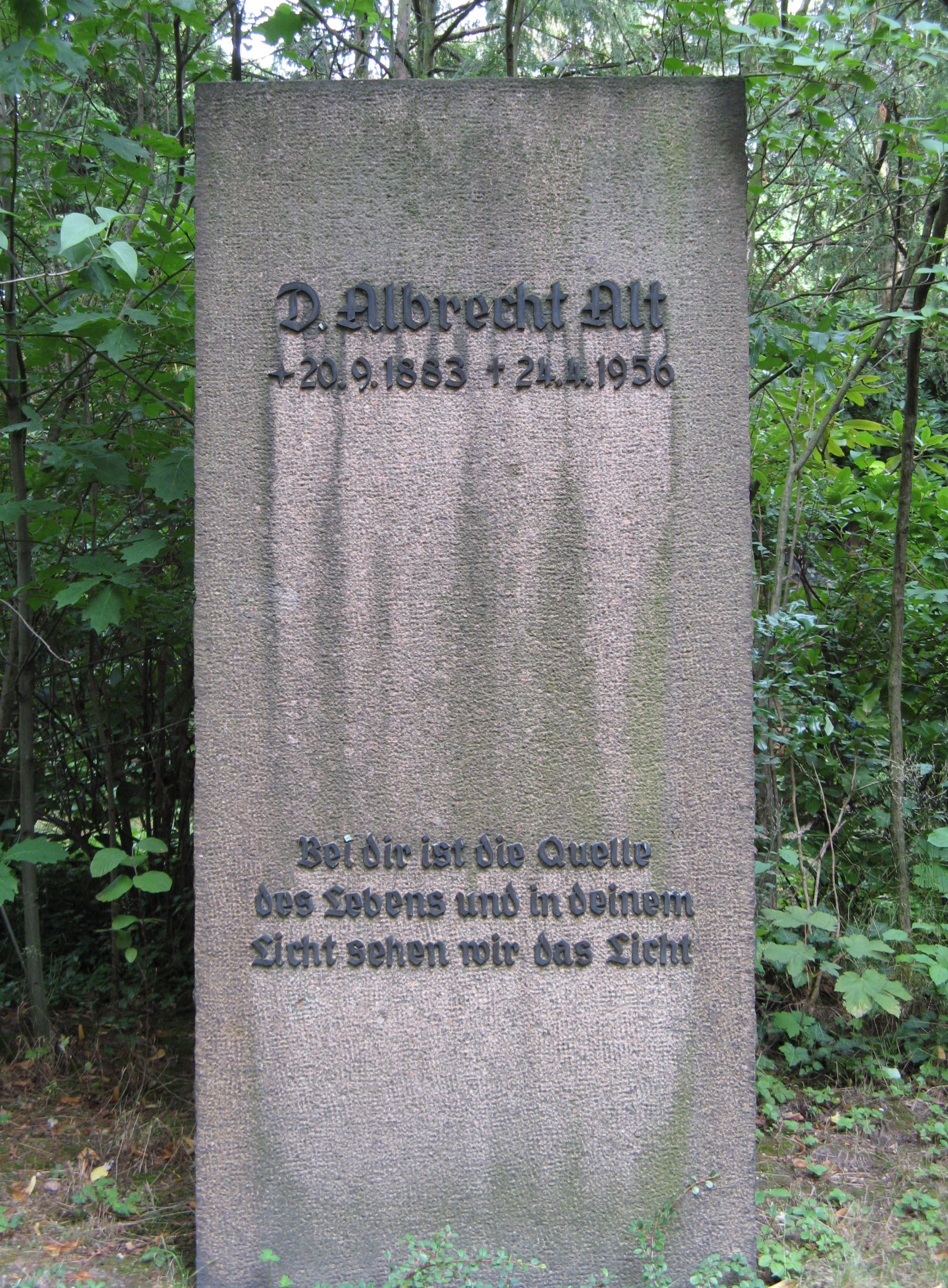
アルブレヒト・アルトの墓（ライプツィヒ）

アルブレヒト・アルト（Albrecht Alt、1883年9月20日 - 1956年4月24日）は、ドイツの聖書学者。

## 人物
1883年にステューバッハで牧師の子として生まれる。1904年にパレスチナに設立された聖地研究所で、第一次世界大戦が始まる数年間研究に没頭する。戦時中は、ドイツ中東部隊に召集され、軍医や地図作成担当将校を務める。このことを通して得た聖地の地理の知識を元に新しいイスラエル史の研究を始めた。大学教授資格取得のために『イスラエルとエジプト』という論文を作成する。1913年にバーゼル大学の教授に任ぜられる。
1913年の論文ではソロモンによって設定された行政区分を描いた第一列王記4章の地区境界表の検討を行い、イスラエル国家の構造と地理上の境界に関しての問題を提起した
また、1925年の論文では、イスラエルのカナン征服を再構成する研究をし、1927年の論文では王国以前のイスラエルの構造と組織問題について新しい考えを提供した。
これらの考えは、弟子のマルティン・ノートによってさらに徹底的に究明された。